# Matnog
Matnog is een gemeente in de Filipijnse provincie Sorsogon in het zuidoosten van het eiland Luzon. Bij de laatste census in 2007 had de gemeente bijna 35 duizend inwoners.

## Geografie

### Bestuurlijke indeling
Matnog is onderverdeeld in de volgende 40 barangays:
| - Balocawe - Banogao - Banuangdaan - Bariis - Bolo - Bon-Ot Big - Bon-Ot Small - Cabagahan - Calayuan - Calintaan - Caloocan - Calpi - Camachiles - Camcaman | - Coron-coron - Culasi - Gadgaron - Genablan Occidental - Genablan Oriental - Hidhid - Laboy - Lajong - Mambajog - Manjumlad - Manurabi - Naburacan - Paghuliran | - Pangi - Pawa - Poropandan - Santa Isabel - Sinalmacan - Sinang-Atan - Sinibaran - Sisigon - Sua - Sulangan - Tablac - Tabunan - Tugas |

## Demografie
Matnog had bij de census van 2007 een inwoneraantal van 34.517 mensen. Dit zijn 1.805 mensen (5,5%) meer dan bij de vorige census van 2000. De gemiddelde jaarlijkse groei komt daarmee uit op 0,74%, hetgeen lager is dan het landelijk jaarlijks gemiddelde over deze periode (2,04%). Vergeleken met de census van 1995 is het aantal mensen met 5.208 (17,8%) toegenomen.

De bevolkingsdichtheid van Matnog was ten tijde van de laatste census, met 34.517 inwoners op 162,4 km², 212,5 mensen per km².